# Aspidosperma camporum
Aspidosperma camporum är en oleanderväxtart som beskrevs av Müll.Arg.. Aspidosperma camporum ingår i släktet Aspidosperma och familjen oleanderväxter. Inga underarter finns listade i Catalogue of Life.